# Kit Harington

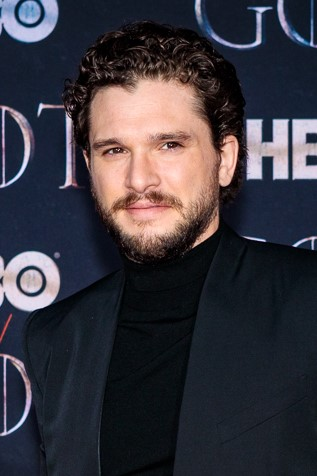
Kit Harington (2019)

Christopher „Kit“ Catesby Harington  (* 26. Dezember 1986 in London) ist ein britischer Schauspieler. Internationale Bekanntheit erlangte er durch die Rolle des Jon Schnee in der Fantasyserie Game of Thrones.

## Leben und Karriere
Harington wurde in London geboren und verbrachte dort auch seine ersten zehn Lebensjahre. Als er elf Jahre alt war, zog seine Familie nach Worcester. Nach seinem Schulabschluss besuchte Harington das College in Worcester und studierte dort Drama und Theaterschauspiel. Anschließend besuchte er die Central School of Speech and Drama in seiner Geburtsstadt London, wo er 2008 seinen Abschluss machte.
Danach begann er seine Karriere am Theater und wurde für die Hauptrolle in dem Stück War Horse, einer Adaption des Romans Schicksalsgefährten von Michael Morpurgo, besetzt. Auf mehreren Londoner Bühnen wie dem Royal National Theatre, am West End und dem New London Theatre verkörperte er Albert Narracott. 2010 hatte er eine Rolle in dem Stück Posh von Laura Wade, das am Royal Court Theatre aufgeführt wurde.
Von 2011 bis 2019 war Harington in der preisgekrönten Fantasyserie Game of Thrones als Jon Schnee (im Original Jon Snow) zu sehen. Die Dreharbeiten führten ihn vor allem nach Island, und er übte sich für die Rolle im Schwertkampf. Für seine Darstellung war er 2012 für einen Saturn Award als Bester Nebendarsteller im Fernsehen (Best Supporting Actor on Television) sowie gemeinsam mit dem Ensemble der Serie für einen Screen Actors Guild Award 2012 nominiert. Im August 2013 erhielt er den Young Hollywood Award als Actor of the Year.
2012 spielte Harington – wieder an der Seite von Sean Bean – in Silent Hill: Revelation. 2014 verkörperte er in dem historischen Katastrophenfilm Pompeii den keltischen Gladiator Milo. An seiner Seite agierten unter anderem Carrie-Anne Moss und Kiefer Sutherland. In dem Action-Thriller Blood for Dust von Rod Blackhurst erhielt Harington eine Hauptrolle. Der Film kam im April 2024 in die US-Kinos. Eine weitere Hauptrolle erhielt er in dem Horrorfilm The Beast Within von Alexander J. Farrell.
Im Videospiel Call of Duty: Infinite Warfare spielt Harington den Bösewicht Admiral Salen Kotch. Auf Deutsch wird er in letzter Zeit vor allem von Patrick Roche synchronisiert.
Seit 2012 ist Harington mit seiner ehemaligen Serienkollegin Rose Leslie liiert, die er bei den Dreharbeiten zu Game of Thrones – wo sie auch ein Paar spielten – kennengelernt hatte. Im September 2017 gab das Paar per Anzeige in der britischen Zeitung The Times seine Verlobung bekannt. Ende Mai 2018 gaben sie ihre Hochzeit bekannt, die am 23. Juni 2018 stattfand. Im Winter 2020/21 bekamen sie einen Sohn, im Sommer 2023 eine Tochter.

## Filmografie (Auswahl)
- 2011–2019: Game of Thrones (Fernsehserie, 62 Episoden)
- 2012: Silent Hill: Revelation
- 2014: Pompeii
- 2014: Drachenzähmen leicht gemacht 2 (How to Train Your Dragon 2, Stimme von Eret)
- 2014: Testament of Youth
- 2014: Seventh Son
- 2015: Spooks: Verräter in den eigenen Reihen (Spooks: The Greater Good)
- 2016: Brimstone
- 2017: Gunpowder (Miniserie, 3 Episoden)
- 2018: The Death and Life of John F. Donovan
- 2019: Drachenzähmen leicht gemacht 3: Die geheime Welt (How to Train Your Dragon: The Hidden World, Stimme von Eret)
- 2020: Criminal (Fernsehserie)
- 2021: Eternals
- 2023: Blood for Dust
- 2023: Extrapolations (Fernsehserie)
- 2024: Industry (Fernsehserie)
- 2024: The Beast Within

## Videospiele
- 2016: Call of Duty: Infinite Warfare (als Admiral Salen Kotch)

## Auszeichnungen
Golden Globe
- 2020: Nominierung als Bester Serien-Hauptdarsteller – Drama für Game of Thrones

Emmy
- 2016: Nominierung als Bester Nebendarsteller in einer Dramaserie für Game of Thrones
- 2019: Nominierung als Bester Hauptdarsteller in einer Dramaserie für Game of Thrones

Screen Actors Guild Award
- 2012: Nominierung für das Beste Schauspielensemble in einer Dramaserie (gemeinsam mit dem Cast) für Game of Thrones
- 2014: Nominierung für das Beste Schauspielensemble in einer Dramaserie (gemeinsam mit dem Cast) für Game of Thrones
- 2015: Nominierung für das Beste Schauspielensemble in einer Dramaserie (gemeinsam mit dem Cast) für Game of Thrones
- 2016: Nominierung für das Beste Schauspielensemble in einer Dramaserie (gemeinsam mit dem Cast) für Game of Thrones
- 2017: Nominierung für das Beste Schauspielensemble in einer Dramaserie (gemeinsam mit dem Cast) für Game of Thrones
- 2018: Nominierung für das Beste Schauspielensemble in einer Dramaserie (gemeinsam mit dem Cast) für Game of Thrones
- 2020: Nominierung für das Beste Schauspielensemble in einer Dramaserie (gemeinsam mit dem Cast) für Game of Thrones

Saturn Award
- 2012: Nominierung als Bester TV-Nebendarsteller für Game of Thrones
- 2016: Nominierung als Bester TV-Nebendarsteller für Game of Thrones
- 2017: Nominierung als Bester TV-Nebendarsteller für Game of Thrones
- 2018: Nominierung als Bester TV-Nebendarsteller für Game of Thrones
- 2019: Nominierung als Bester TV-Hauptdarsteller für Game of Thrones

Empire Award
- 2015: Empire Hero Award (für die Besetzung) für Game of Thrones (Ehrenpreis)

Critics’ Choice Award
- 2016: Nominierung als Bester Nebendarsteller in einer Dramaserie für Game of Thrones
- 2020: Nominierung als Bester Hauptdarsteller in einer Dramaserie für Game of Thrones

People’s Choice Award
- 2019: Nominierung als „TV Star des Jahres 2019“ für Game of Thrones